# Bel-leszer
Bel-leszer (akad. Bēl-lēšer, tłum. „O Belu, niechaj mu się wiedzie!”) – wysoki dostojnik sprawujący urząd nagir ekalli (herolda pałacu) za rządów asyryjskiego króla Salmanasara IV (782-773 p.n.e.). Według asyryjskich list i kronik eponimów w 778 r. p.n.e. pełnił on również urząd limmu (eponima).